# Saxetania escalerai
Saxetania escalerai är en insektsart som först beskrevs av Bolívar, I. 1912.  Saxetania escalerai ingår i släktet Saxetania och familjen Pamphagidae. Inga underarter finns listade i Catalogue of Life.